# Jan Vesterinen
Jan Vesterinen, född 3 juli 1985 i Esbo i Finland, är en finländsk fotbollsmålvakt som för närvarande spelar för Lohjan Pallo i finska Tvåan. Vesterinen har tidigare spelat i bland annat FC Honka och Grankulla IFK.